# Temnora reutlingeri
Temnora reutlingeri là một loài bướm đêm thuộc họ Sphingidae. Loài này có ở Nigeria tới Gabon.
Nó gần giống loài Temnora griseata ugandae.

## Phân loài
- Temnora reutlingeri reutlingeri
- Temnora reutlingeri bousqueti Darge, 1989 (Bioko)